# 토미에: 리벤지
《토미에: 리벤지》는 이토 준지에 원작을 영화화한 공포 영화이다. 토미에: 리벤지는 7번째 시리즈이다.

## 출연

### 주연
- 시라타 히사코
- 미나미
- 반 안리

### 조연
- 시마다 큐사쿠
- 나카이즈미 히데오
- 혼다 다이스케
- 이마다 타카시
- 카토 히토시